# Сёкия исключительная
Секия исключительная или сеокия Пратта (Chalinga pratti, =Seokia pratti) — дневная бабочка из семейства нимфалид. Один из двух представителей рода. Второй вид (типовой вид рода!), Chalinga elwesi (Oberthür, 1883) встречается в Юго-Западном Китае (ЮЗ Сычуань, СЗ Юньнань, В Тибет).

## Описание
Размах крыльев 54—60 мм. Фоновая окраска верхней стороны крыльев — тёмно-коричневая, с рисунком из белых и оранжевых перевязей и пятен.
Дискальное пятно узкое поперечное. Внешняя перевязь состоит из светлых пятен, разделённых тёмными жилками, с двумя перерывами-изломами. Кнаружи от неё проходит оранжевая перевязь, не доходящая до заднего края, и светлая буроватая. Обе перевязи состоят из поперечных штрихов.
На задних крыльях дискальное пятно отсутствует, внешняя перевязь без изломов-перерывов.
У самца светлые элементы рисунка неширокие и затемнённые, у самки белые и широкие. Нижняя сторона крыльев сходна по рисунку. На задних крыльях в основной части преобладают серо-голубоватые тона, также имеются 2 оранжевых пятна. В подкраевом рисунке заднего крыла штрихи оранжевой перевязи кнаружи с черными пятнами, а кнаружи от них 2 светлых перевязи из поперечных штрихов, самая подкраевая из которых образована более узкими штрихами.

## Ареал
Северо-восточный, Северный и Восточный Китай (провинции Гирин, Шаньси, Шэньси, Ганьсу, Сычуань, Чжэцзян, Хубэй), север Корейского полуострова и юг Приморского края в России. Представлен чаще малочисленными локальными популяциями. Некоторые популяции, например на Синем хребте, вполне многочисленные.

## Местообитания
Горные кедрово-широколиственные леса, на высоте 600—800 метров над уровнем моря, иногда до 1000 м над уровнем моря. Как правило, предпочитают верховья горных ключей.

## Время лёта
С середины июля (по наблюдениям 1993 года на Синем хребте - с 11 июля) до начала сентября. Бабочки не склонны к миграциям. В утренние часы держатся в кронах деревьев, позднее — слетают вниз.

## Размножение
Самки откладывают яйца по одному на хвоинку кедра корейского (Pinus koraiensis). Длительность стадии гусеницы — 10—11 дне. Гусеницы питаются хвоей кедра корейского, активны вечером и ночью. Активны до середины ноября. Зимуют гусеницы, обычно на ветках кормового дерева.
В дальнейшем гусеницы проявляют активность с начала апреля до середины июня. Окукливание на ветвях, в непосредственной близости от мест кормления. Стадия куколки обычно 19 дней.

## Численность
Общая численность вида низкая и имеет тенденцию к снижению в связи с воздействием неблагоприятных антропогенных факторов на природные места обитания вида.

## Замечания по охране
Занесён в Красную книгу России (2 категория — сокращающийся в численности вид.)
Охраняется в Уссурийском заповеднике.